# Mark Crilley

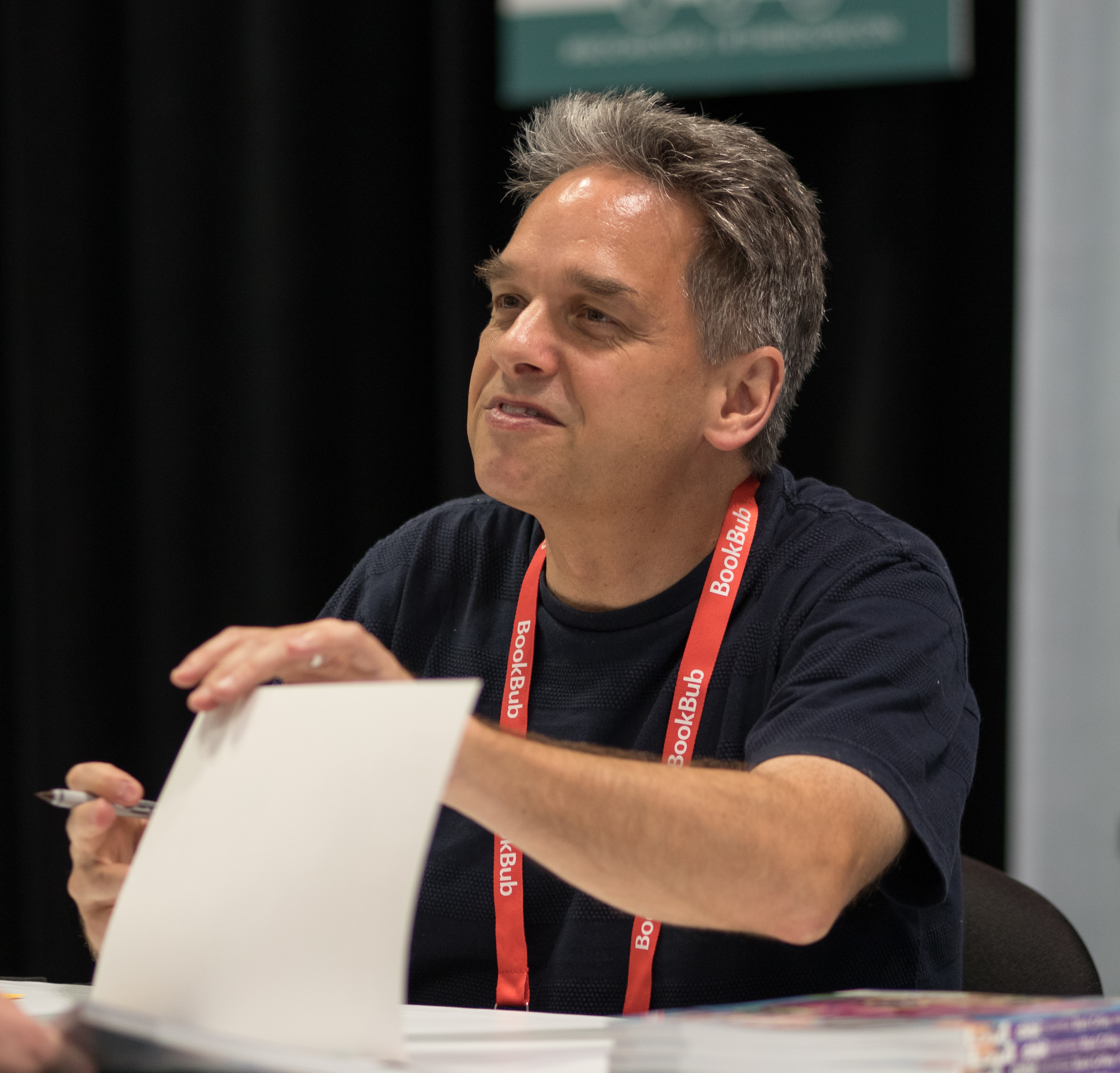
Mark Crilley, 2018

Mark Crilley (* 21. Mai 1966 in Detroit, Michigan, USA) ist ein amerikanischer Comiczeichner und -autor.

## Leben
Er verwendet bei seinen Zeichnungen vor allem im Stilelemente des Anime und Manga. Crilley ist mit Miki Crilley verheiratet, nach der er auch sein Werk Miki Falls benannt hat. Zusammen haben sie zwei Kinder.
Crilley berät Künstler im Zeichnen über YouTube-Videos.

### YouTube-Erfolge
- 12-mal Favoriten (All Time)-Gurus-Global
- 36-mal Am meisten angesehen (heute) - Gurus-Global
- 77-mal Am meisten angesehen (alle Zeit)-Gurus-Global
- 56-mal Am meisten angesehen (diese Woche)-Gurus-Global

## Werke
- Akiko
- Miki Falls, Serie, ISBN 0-06-084616-X
- Brody’s Ghost, 4 Bände (insg. 6), ISBN 1-59582-665-3
- Mastering Manga, Zeichenlehrbuch